# 환상의 론도
환상의 윤무(幻想の輪舞) 또는 환상의 론도는 동방 프로젝트에 기반하여 제작된 2차 창작 게임으로, 탄막 슈팅의 시스템을 채용한 비행 슈팅 대전 게임이다.